# Mattyasovszky Kasszián
Mattyasovszky Kasszián (Esztergom, 1879. december 6. – Budapest, 1935. május 21.) bencés tanár, gimnáziumi igazgató, a cserkészmozgalom kiemelkedő személyisége, a vízicserkészet kezdeményezője.

## Élete

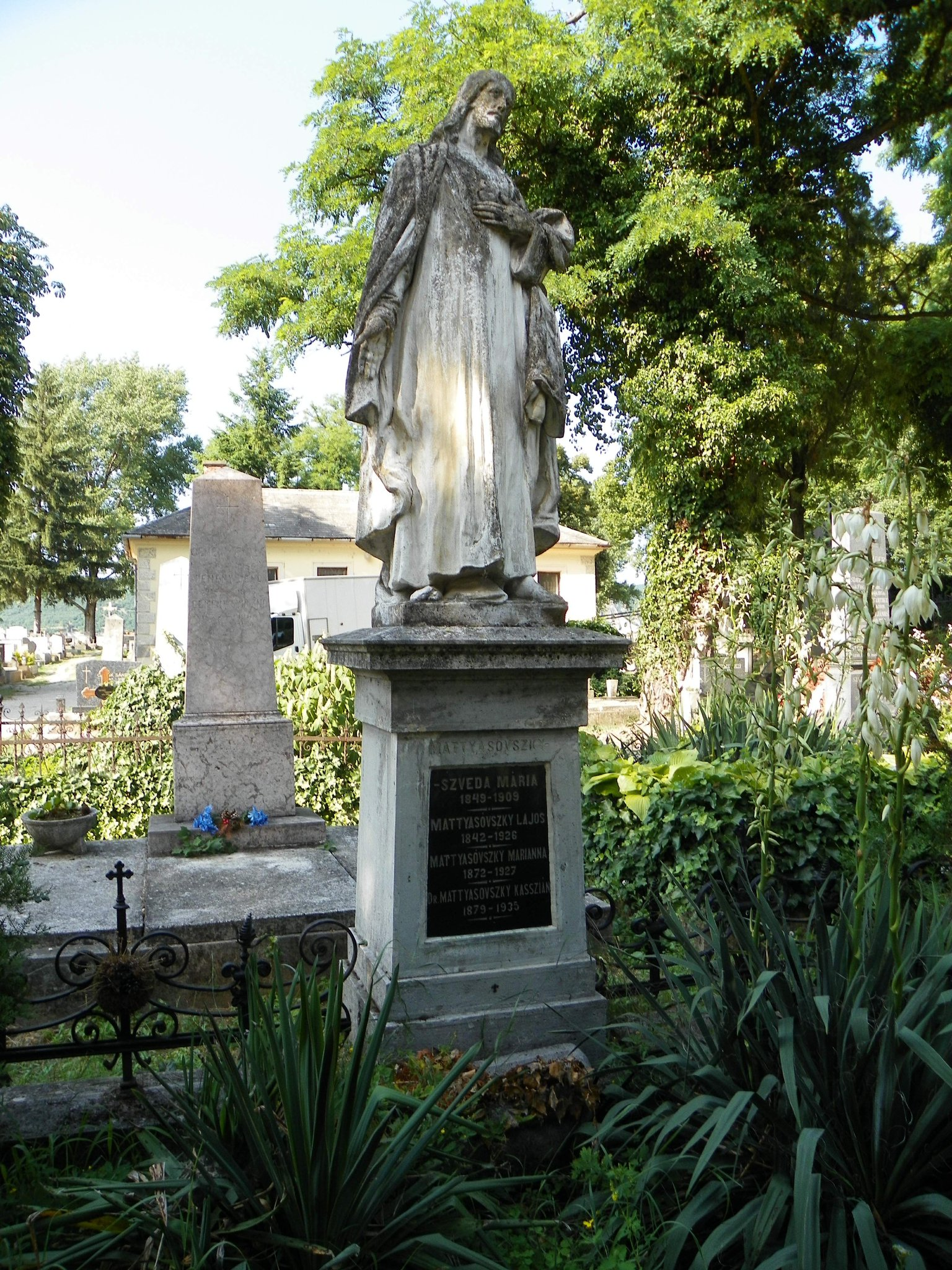
Mattyasovszky Kasszián sírhelye a szentgyörgymezői temetőben

Apja, az 1893-ban alakult esztergomi Katolikus Kör elnöke, lovag Mattyasovszky Lajos hercegprímási levéltárnok volt, később főszámvevő, majd jószágigazgató lett.
Az Esztergom vízivárosi elemi iskolában, majd 1889–1897 között az esztergomi Szent Benedek-rendi katolikus főgimnáziumban tanult és érettségizett. 1897-ben csatlakozott a bencés rendhez, majd 1902-ben ünnepi fogadalmat tett és pappá szentelték. 1903-ban mennyiségtan-természettan szakos tanári oklevelet szerzett. 1902-től Kőszegen lett gimnáziumi tanár. 1904-től Budapesten tanult az egyetemen, 1905-ben pedig doktorált. 1905-től Pannonhalmán főiskolai tanár, 1907-től Győrött, 1910-től Esztergomban gimnáziumi tanár. 1924-től házfőnök és gimnáziumi igazgató, 1931-től Budapesten gimnáziumi igazgató, 1933-tól házfőnök is volt. 
Inasa Lesti Andor meggyilkolta. Az eset országosan nagy felháborodást keltett, az elkövető 15 fegyházat kapott. Esztergomban, a szentgyörgymezői temetőben helyezték örök nyugalomra.
Tagja volt Esztergom vármegye törvényhatósági bizottságának és Esztergom város képviselő-testületének, 1920-ban Padányi Andorral megalakította a Tanult Férfiak Mária Kongregációját. 1919 őszén újjászervezte az esztergomi cserkészéletet, illetve a vízicserkészetet, mely a városi vízisport központja lett. Az esztergomi 14. sz. Holló cserkészcsapat parancsnoka volt, s létrehozta a Prímás-szigeten a csapat csónakházát. 1923-ban emléktáblát avattak az első világháborúban hősi halált halt 30 növendék emlékére. 1928 után 6 freskót rendelt Királyfalvi-Kraft Károly (1879-1964) festőtől az esztergomi bencés gimnázium lépcsőházának díszítésére.

## Emlékezete
- 1936-ban cserkész vitorlázó repülőgépet neveztek el róla.
- 1938-1949 körül Mattyasovszky Kasszián bronz dombormű, Esztergom (G. Fekete Géza)
- 1944-től utca viseli nevét Esztergom-Szentgyörgymezőn
- Márton Lajos festménye, mely a diákjai és cserkészei között ábrázolja a pannonhalmi apátság tulajdonában található

## Művei
- 1905 A Descartes-féle koordináta transzformáció-csoportok differenciál-invariánsai. Budapest
- 1909 A lelkiélet könyve – Gyakorlati útmutatások serdültebb ifjak számára. Pannonhalma (tsz.)